# Ibn Manzur
Muhammad ibn Mukarram ibn Manzur (arab. ابن منظور, ur. w czerwcu lub lipcu 1232, zm. 1311 w Kairze) – arabski filolog i leksykograf.
Żył i pracował w Egipcie w schyłkowym okresie kultury arabsko-muzułmańskiej w tym kraju. Przypisuje mu się autorstwo ponad 500 prac. Jego głównym dziełem jest powstały ok. 1290 Lisan al-Arab (Język Arabów) - dwudziestotomowy słownik języka arabskiego, zawierający wiele fragmentów klasycznych dzieł literatury arabskiej, wydany w Bulaku w latach 1300-1308; stał się on jednym z najważniejszych źródeł do studiowania klasycznego języka arabskiego. Do jego napisania Ibn Manzur wykorzystał wcześniejsze słowniki, m.in. autorstwa Ibn Sidy i Al-Azhariego. Inne jego dzieło to Nisar al-azhar fi al-lajl wa-an-nahar (Nizanie gwiazd nocą i dniem) na temat ciał niebieskich i Zodiaku.